# Ульдизи
Ульдизи́ (фр. Houldizy) — коммуна во Франции, находится в регионе Шампань — Арденны. Департамент — Арденны. Входит в состав кантона Шарлевиль-Ла-Уйер. Округ коммуны — Шарлевиль-Мезьер.
Код INSEE коммуны — 08230.
Коммуна расположена приблизительно в 200 км к северо-востоку от Парижа, в 100 км севернее Шалон-ан-Шампани, в 6 км к северо-западу от Шарлевиль-Мезьера.

## Население
Население коммуны на 2008 год составляло 343 человека.
| 1962 | 1968 | 1975 | 1982 | 1990 | 1999 | 2008 |
| ---- | ---- | ---- | ---- | ---- | ---- | ---- |
| 171  | 193  | 245  | 279  | 328  | 331  | 343  |

## Экономика
В 2007 году среди 236 человек в трудоспособном возрасте (15—64 лет) 184 были экономически активными, 52 — неактивными (показатель активности — 78,0 %, в 1999 году было 75,2 %). Из 184 активных работали 172 человека (93 мужчины и 79 женщин), безработных было 12 (4 мужчины и 8 женщин). Среди 52 неактивных 16 человек были учениками или студентами, 25 — пенсионерами, 11 были неактивными по другим причинам.

## Города-побратимы
- Гурже (Франция, с 2006)

## Фотогалерея

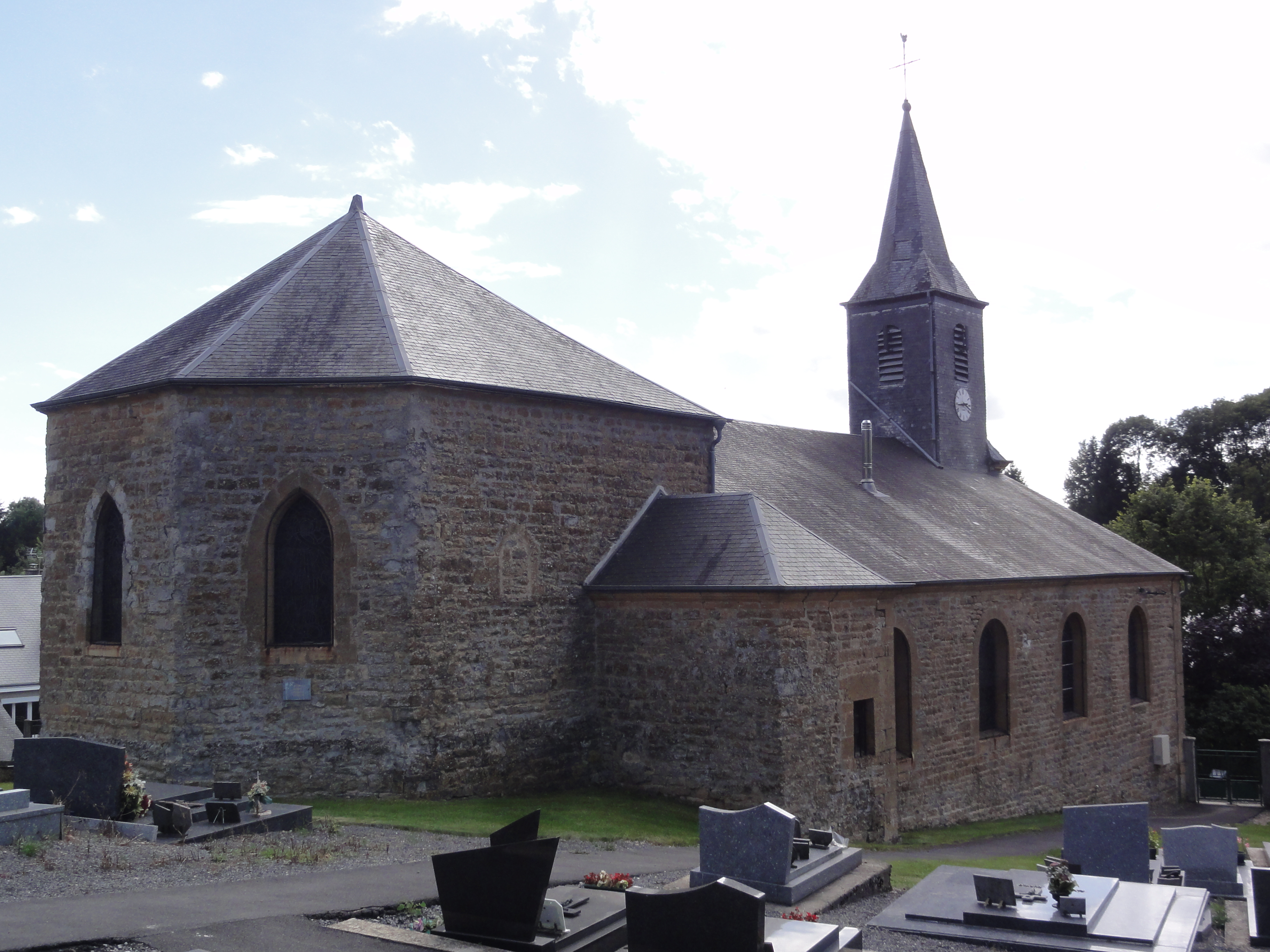
Церковь
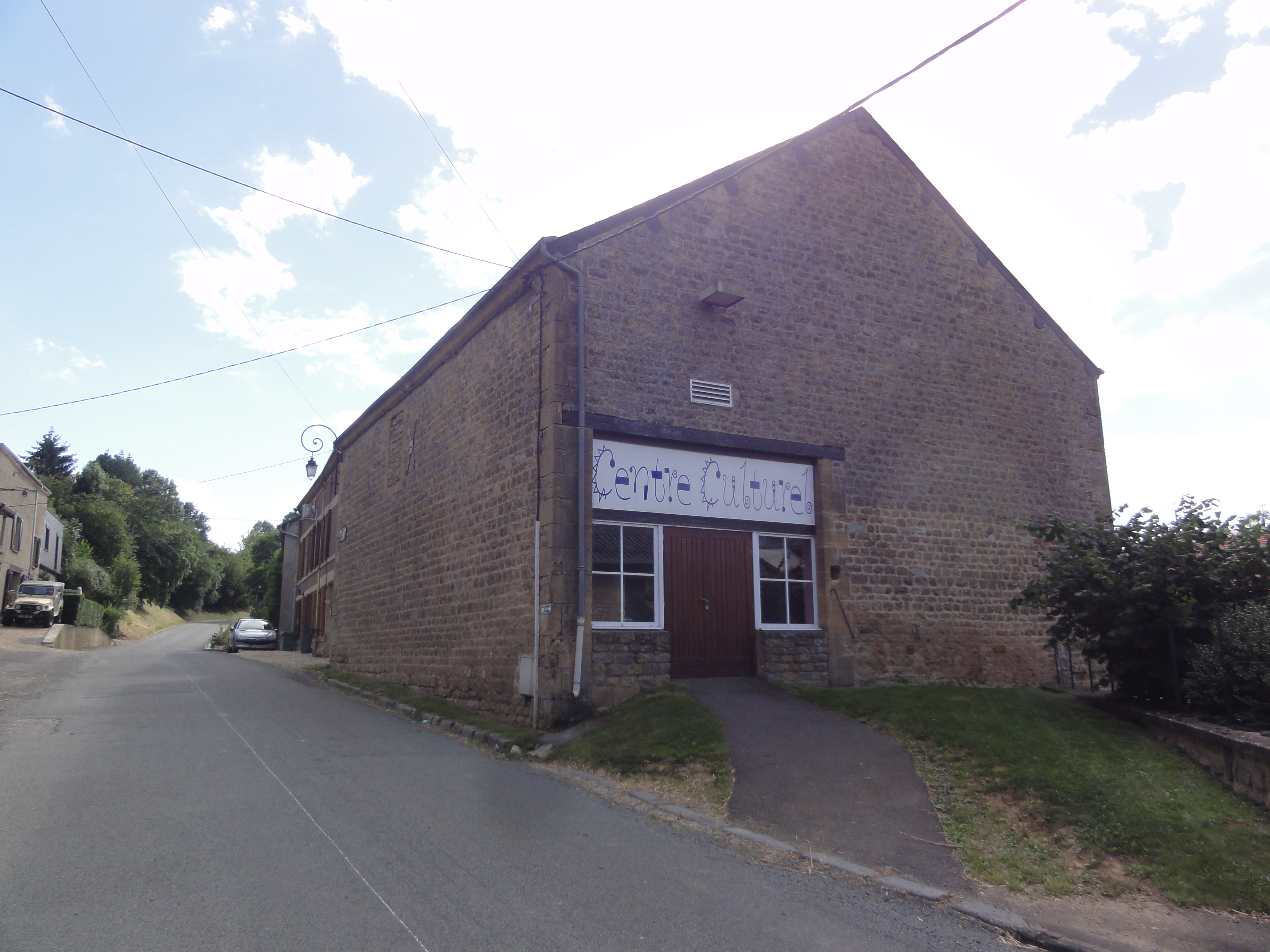
Центр культуры
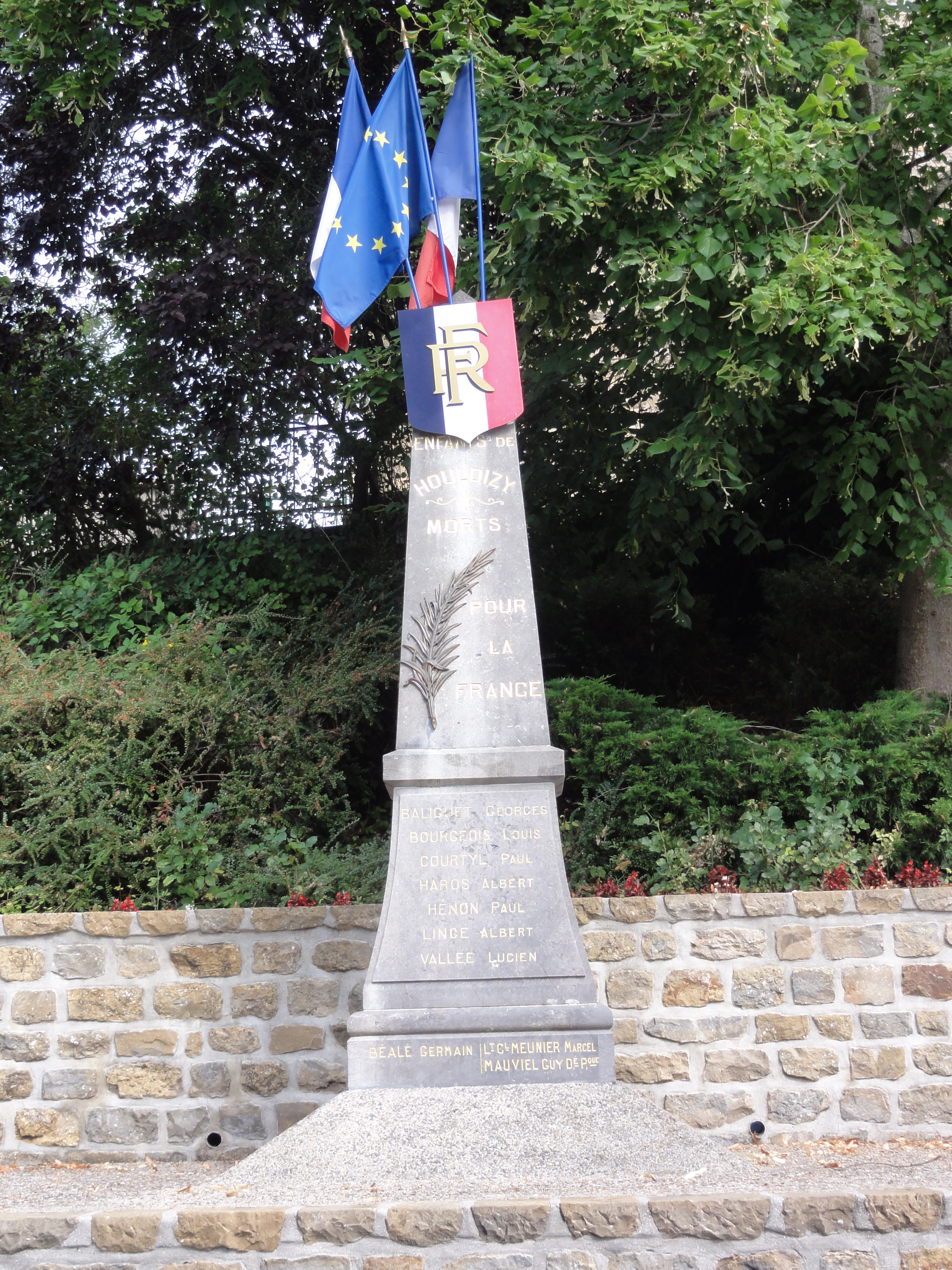
Памятник погибшим в Первой мировой войне
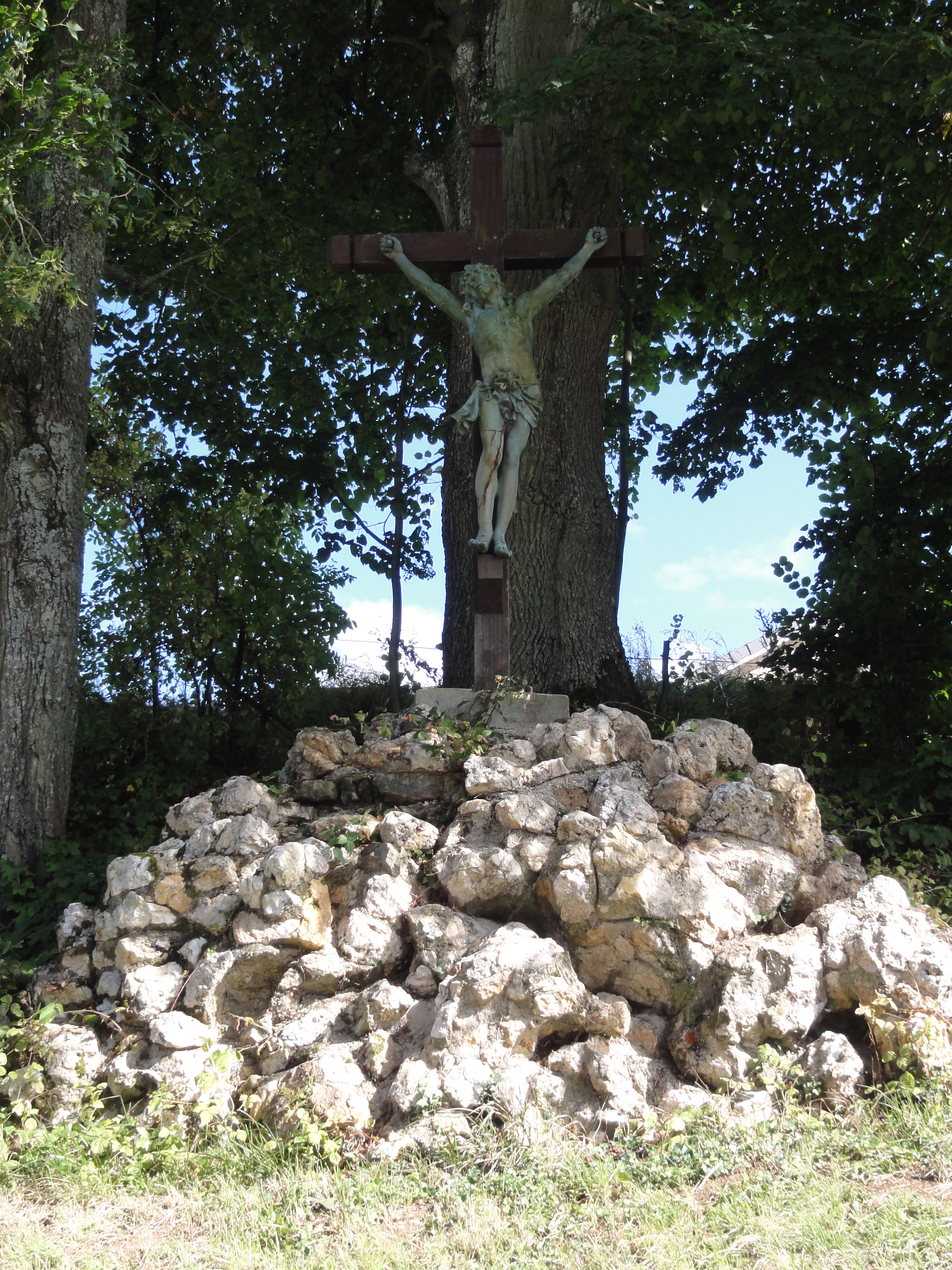
Придорожный крест